# Konopčasti livnik
Konopčasti livnik (znanstveno ime Rhizocybe pruinosa) je gliva iz rodu livnikov (Rhizocybe).
Ime rodu je sestavljeno iz rhizo, kar v grščini pomeni "koren", in cybe, kar pomeni "glava" ali "kapa". Nanaša se na značilne konopčaste rizomorfe (koreninice) s katerimi je goba pritrjena na podlago. Vrstno ime izhaja iz latinske besede pruinosus, kar pomeni "zamrznjen" ali "prekrit s finim prahom" in se nanaša na poprhnjeno površino klobuka.

## Značilnosti
Klobuk ima v premeru od 2 do 5 cm. Sprva je konveksen z valovitim robom, nato se razpre in ima v sredini lijasto vdolblino. Je higrofan in spreminja barve glede na vlažnost. Površina je rumeno rjavo siva, rahlo svetleča, poprhnjena, s krožno obarvanimi območji in razpokami.
Lističi so prirasli na bet in rahlo potekajo po njemu navzdol. So gosti in belkaste do krem barve.
Bet je visok od 1,5 do 5 cm in debel od 0,2 do 0,9 cm. Je valjasta ali sploščen, pri dnu nekoliko tanjši, včasih rahlo ekscentrično pritrjen na klobuk, hrustančast ali usnjat. Sprva je trden, kasneje se notranjost izvotli. Površina je belkasta ali rumenkasta do rjasto smetanasta in pod klobukom prašna. Iz dnišča izhajajo številne rizomorfe - zadabeljeni spleti hif.
Mesto je tanko, elastično in vodeno. V klobuku je belkasto rumene do okraste barve, v spodnjem delu beta bledo oranžno. Ima blag vonj po jabolkah in rahlo grenak okus.

## Razširjenost in življenjski prostor
Pojavlja se v Severni Ameriki in Evropi in je razmeroma redka. V nekaterih državah je na seznamih ogroženih gliv. Najdemo jo lahko pozimi in predvsem zgodaj pomladi v iglastih gozdovih.

## Mikroskopske značilnosti
Trosni odtis je bele barve. Trosi so elipsasti, gladki, neamiloidni in merijo 4–5 x 2–4 μm.

## Podobne vrste
- macesnov livnik (Rhizocybe vermicularis) ravno tako raste pomladi, a je večji in nima koncentrično obarvanega in razpokanega klobuka
- lijasta lisičkarica (Cantharellula umbonata) je bolj sivkaste barve, njeno meso pordeči, raste poleti in jeseni in ima večje trose
- pozna polževka (Hygrophorus hypothejus) raste pozno jeseni in ima sluzast klobuk
- rjavkasta lijevka (Infundibulicybe gibba) je večja, bolj rjavkastih barv ter raste poleti in jeseni

## Uporabnost
Po nekaterih virih je strupena, po drugih pa užitna. Vsekakor je zaradi redkosti in podobnosti z livkami med katerimi so mnoge strupene ni priporočljivo nabirati.

## Galerija slik
- konopčasti livniki
- klobučka
- trosi